# Riedelia lanata
Riedelia lanata är en enhjärtbladig växtart som först beskrevs av Rudolph Herman Scheffer, och fick sitt nu gällande namn av Karl Moritz Schumann och Theodoric Valeton. Riedelia lanata ingår i släktet Riedelia och familjen Zingiberaceae. Inga underarter finns listade i Catalogue of Life.